# ツレがウヨになりまして。
『ツレがウヨになりまして。』は、笑の内閣による舞台劇。2012年初上演。CoRich舞台芸術まつり！2014春　準グランプリ受賞。

## 概要
劇団笑の内閣の第15作で、キャッチコピーは「笑の内閣の愛国心を問う思想系ラブストーリー。」「国よりも、私を愛して!」。
ネット右翼となった青年と、青年の恋人、彼らを取り巻く人々とのドタバタを描く。
2014年10月、ロフトプラスワンで内田樹らをゲストに上映会とトークセッションが行われた。
2017年4月12日、韓国公演のため、クラウドファンディングで資金を募集し、1,808,000円を集めて韓国公演を実現した。

## 登場人物
◎日本編
ダメ男好きな私…土肥希理子
ネトウヨになるツレ…池川タカキヨ
心配性なパパ…松田裕一郎
優しいパパの部下…由良真介
左翼のゼミの教授…高瀬川すてら
ツレの先輩のネトウヨ…髭だるマン
お馬鹿なゼミ友…しらとりまな
ゼミ友のバイト先の店長…高間響

## スタッフ
- 作・演出：高間響
- 舞台監督：正學居士
- 照明：山本恭平
- 音響：神田川雙陽（劇団粋雅堂）
- 衣装：藤井麻理
- 宣伝美術：末山孝如（劇団酒呑童子／会華＊開可）
- 人間魚雷：川崎一輝